# Лейкридж (Невада)
Лейкридж (англ. Lakeridge) — переписна місцевість (CDP) в США, в окрузі Дуглас штату Невада. Населення — 409 осіб (2020).

## Географія
Лейкридж розташований за координатами 39°2′17″ пн. ш. 119°56′34″ зх. д. / 39.03806° пн. ш. 119.94278° зх. д. (39.038176, -119.942779).  За даними Бюро перепису населення США в 2010 році переписна місцевість мала площу 3,97 км², з яких 3,77 км² — суходіл та 0,20 км² — водойми.

## Демографія
Згідно з переписом 2010 року, у переписній місцевості мешкала 371 особа в 189 домогосподарствах у складі 117 родин. Густота населення становила 94 особи/км².  Було 355 помешкань (89/км²).
Расовий склад населення:
| - 97,0 % — білих - 1,9 % — азіатів - 0,3 % — вихідців з тихоокеанських островів - 0,3 % — чорних або афроамериканців |

До двох чи більше рас належало 0,5 %. Частка іспаномовних становила 3,0 % від усіх жителів.
За віковим діапазоном населення розподілялося таким чином: 9,7 % — особи молодші 18 років, 58,0 % — особи у віці 18—64 років, 32,3 % — особи у віці 65 років та старші. Медіана віку мешканця становила 59,4 року. На 100 осіб жіночої статі у переписній місцевості припадало 118,2 чоловіків;  на 100 жінок у віці від 18 років та старших — 119,0 чоловіків також старших 18 років.
Середній дохід на одне домашнє господарство  становив 193 024 долари США (медіана — 86 328), а середній дохід на одну сім'ю — 232 968 доларів (медіана — 84 659). За межею бідності перебувало 10,4 % осіб, у тому числі 100,0 % дітей у віці до 18 років та 0,0 % осіб у віці 65 років та старших.
Цивільне працевлаштоване населення становило 152 особи. Основні галузі зайнятості: науковці, спеціалісти, менеджери — 26,3 %, освіта, охорона здоров'я та соціальна допомога — 25,0 %, мистецтво, розваги та відпочинок — 17,1 %, роздрібна торгівля — 13,8 %.